# Ігнатій Филипович
Ігнатій Филипович ЧСВВ (хресне ім'я Іван; 2 серпня 1749, Львів — 14 грудня 1800, Підгірці) — церковний діяч, священник-василіянин, доктор філософії і богослов'я, педагог, проповідник, автор опублікованих проповідей, ігумен Підгорецького василіянського монастиря в 1784–1800 роках.

## Життєпис
Народився 2 серпня 1749 року в сім'ї відомого львівського гравера і друкаря Івана Филиповича і його дружини Катерини. Мав сестру Маріанну і брата Якова. 25 вересня 1767 року вступив до Василіянського Чину на новіціат у Почаївський монастир, де через рік 26 вересня 1768 року склав професію довічних обітів. Два роки вивчав філософію у василіянському студійному домі в Замості, після чого отримав призначення на студії в Римі. У 1771–1774 роках навчався в Папській грецькій колегії св. Атанасія (вступив до колегії 19 листопада 1771, а завершив навчання 4 липня 1774), де здобув докторати з філософії і богослов'я. Під час навчання отримав священничі свячення 13 квітня 1773 року. Після Грецької колегії ще рік перебував у василіянській резиденції при церкві святих мучеників Сергія і Вакха, навчаючись грецької мови.
Повернувся до провінції і призначений до Почаєва на помічника магістра новиків і проповідника. У 1776 році отримав призначення до Унівського монастиря на професора риторики і греки для василіянських студентів, а через два роки там само викладав філософію. У 1781 році переїхав до Львова до монастиря при катедральному соборі святого Юра, де був професором спекулятивного догматичного богослов'я. У 1784–1800 роках був ігуменом Підгорецького василіянського монастиря.
Помер 14 грудня 1800 року в Підгірцях.

## Твори
Автор проповідей, які публікував у львівських друкарнях К. Шліхтина і Й. Піллера та почаївській василіянській друкарні. Деякі його рукописні богословські трактати, вірші і проповіді зберігаються в Львівські національній науковій бібліотеці України імені Василя Стефаника. Витяги зі спогадів о. Филиповича про Коліївщину опублікував у Записках НТШ в 1922 році Іван Шпитковський.
- Filipowicz Ignacy. Kazanie na uroczy stość Wniebowzięcia Nayswiętszey Maryi Panny miane w cerkwi Stauropigialney Lwowskiey podczas Wielkiey Mszy S. Spiewaney R.P. 1781 Dnia 15 sierpnia (Львів 1781)[5] — присвята старшині Ставропігійського братства Михайлові Слонському, віцесеньйорові Григорієві Урановичу, секретарю Якову Арфинському
- Assertiones ex sacra theologia ad disputandum propositae Leopoli apud monachos Basilianos A. D. 1783 Calend. Julii (Львів 1783) — присвята єпископові Петру Білянському від львівської монастирської студії богослов'я
- Filipowicz Ignacy. W dzień uroczysty B. Jana z Dukli w kościele J XX. Bernardynow w Lwowie kazanie I. W. N. I. Xiędzu Piotrowi Bielańskiemu biskupowi Lwowskiemu przypisane. Dnia 13 Lipca r. 1788 miane… [Архівовано 18 жовтня 2020 у Wayback Machine.] (Львів [1788])[6] — присвята єпископові Петру Білянському
- Filipowicz Ignatius. In laudem divi Gregorii Nazianzeni… Oratio dicta in Basilica… S. Petri…A. 1774… (Львів 1789)[7][5] — вірш з присвятою Йосифові Жевуському, вступ до проповіді грецькою мовою
- Filipowicz Ignacy. Bytność powtorzona… Piotra Bielańskiego biskupa w klasztorze… Podhoreckim celebrującego w dzień sw. Onufrego… ogłoszona (Львів [1791])[7]
- Filipowicz Ignacy. Kazanie Na Uroczystość Narodzenia… Maryi panny… w Poczajowie (Почаїв [1792])
- Hymnus Acathistus… (Почаїв [1793])[5] — переклад акафіста на латинську мову, здійснений Ігнатієм Филиповичем
- Filipowicz Ignacy. Kazanie o godnosci, obowiązkach i potrzebie kapłanow z okolicznosci powtornych prymicyow pewnego kapłana miane w Brodach К. Р. 1798 Dnia 30. Listopada[8][9] (Львів 1800)